# フィジカルトレーニング

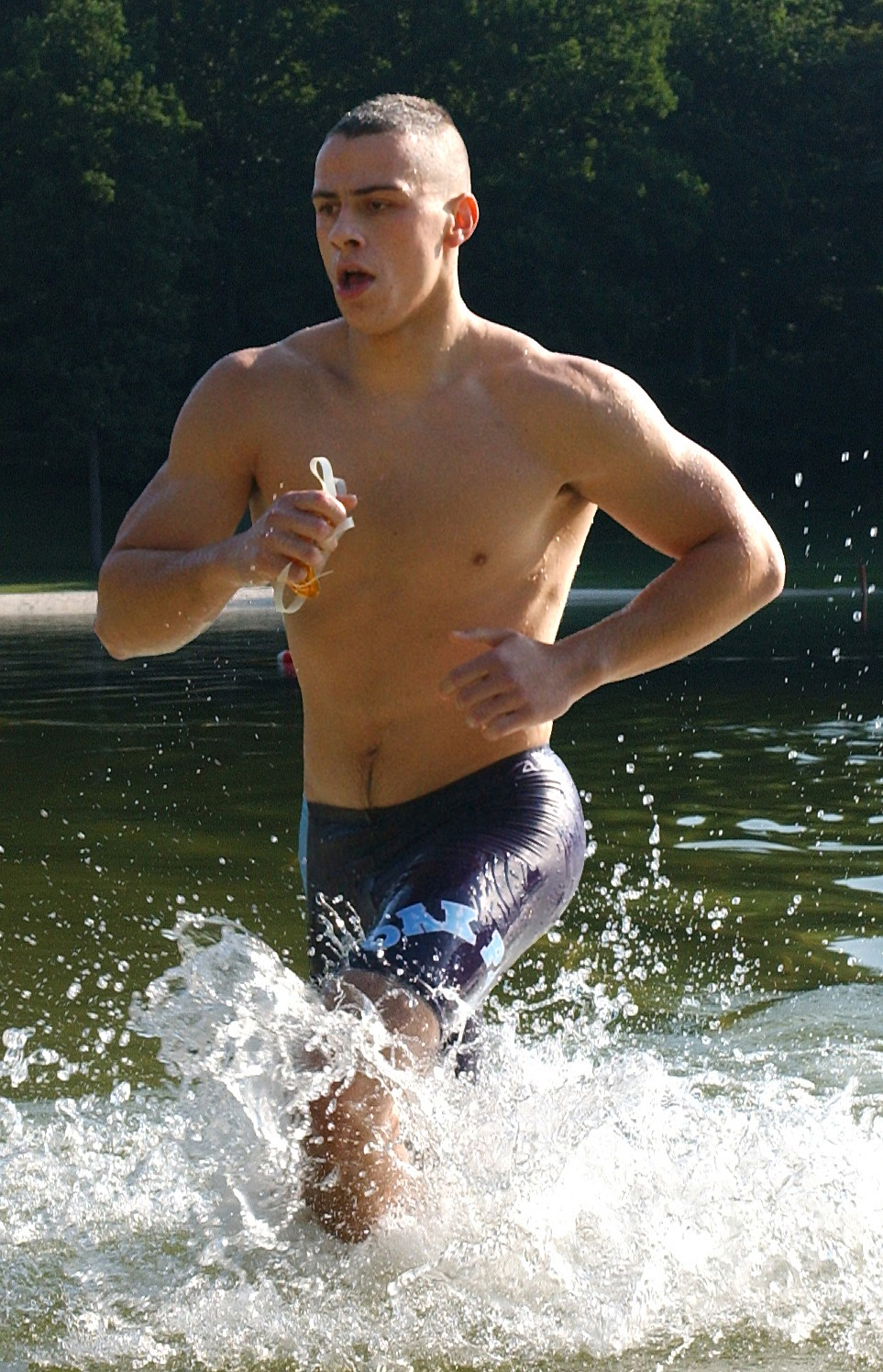
水中でフィジカルトレーニングに励む兵士

フィジカルトレーニング（英: physical training）またはフィジカル・エクササイズ（英: physical exercise）とは、肉体能力の維持・強化や健康保持などを目的とした肉体的な運動の総称。セルフケアの一つである。世界保健機関（WHO）は、成人に対して週150～300分の中強度有酸素運動、または75～150分の高強度有酸素運動を推奨している。
具体的には、筋力・心肺機能の強化やスポーツスキルの習得などを通じてなされる。適切で規則正しいフィジカルトレーニングを行なうことは肉体の持つ免疫システムを向上させ、成人病や心臓・肺の疾患、2型糖尿病、肥満などの予防に役立つ。またうつ病等を予防し、精神的健康（メンタルヘルス）にもプラスの効果がある。

## 種類
フィジカルトレーニングはそのトレーニングが肉体にもたらす効果によって、一般的に以下の三つに大別される。
- ストレッチなどの関節の柔軟性・可動性を高めるトレーニング。
- 主に心肺機能などを高める有酸素運動トレーニング（サイクリング・ウォーキング・軽いジョギングや水泳など）。
- 短時間内で発揮される筋力を増幅するウエイトトレーニングなどの無酸素運動・筋力トレーニング。

## 利点
フィジカルトレーニングは健康維持にとって大変重要であり、これを行なうことは適正な体重を維持し、骨や筋肉の強度や関節の柔軟性を高めることにつながる。精神的健康の改善にも大きな効果がある。負傷の危険性を減らし、肉体の免疫システムを強化することが出来る。
適切で規則正しい有酸素運動トレーニングは、高血圧・肥満・うつ病・心臓疾患・2型糖尿病・不眠症などの予防や治療を助けるのに効果があると考えられているとストレス軽減。筋力トレーニングなどの無酸素運動も実行してから24時間程度の間、体内のエネルギーを消費する効果があるが、有酸素運動と同様の心肺機能の強化などを望むことは出来ない。さらに体の活力を増幅し、痛みへの耐性を増す効果もある。
フィジカルトレーニングは海馬の空間認識能力を開発し、また、脳シナプスの柔軟性とニューロンの生成能力を強化することによって脳の認識能力を高めると考えられている。付け加えると、体を動かすことは、さまざまな脳細胞の病気から脳を防御することにつながるとも見られており、痴呆症状の進行する危険性を減らすことが可能である。
有酸素運動は心臓の容量を上げることによって、筋力トレーニングなどの無酸素運動は心筋の筋肥大を促し心室壁を厚くすることによってそれぞれ心臓の機能をアップさせる働きがある。2021年1月のハーバード大学医学部によると、平均年齢73歳の集団を対象とした調査では、より激しいトレーニング強度は適度な運動と比較して寿命を延ばさないが、メンタルヘルスと体力の特定の測定でより良い結果をもたらした。
全ての人間が同じフィジカルトレーニングによって同じような効果を得ることはできない。トレーニングに対する個人の反応はさまざまである。たいていの人が中程度の効果があったと感じる有酸素運動においても、自分の酸素摂取量が二倍近くになったと感じる人もいれば、全然効果が無かったように感じる人もいる。同様に、ごく少数の人だけが常に長時間のウエイトトレーニングの後などに筋肉の大きな成長効果を実感できる。このトレーニングから得られる成長の遺伝的な違いは、エリートスポーツマンと一般人との心理学的な違いの鍵となる要素の一つと考えられる。
|                              | 有酸素運動 | 筋力トレーニング |
| ---------------------------- | ---------- | ---------------- |
| 体組成                       |            |                  |
| 骨密度                       | ↑          | ↑↑↑              |
| ％脂肪                       | ↓↓         | ↓                |
| 筋力・筋量                   | -          | ↑↑↑              |
| 糖代謝                       |            |                  |
| 糖負荷に対するインスリン反応 | ↓↓         | ↓↓               |
| インスリンレベル（空腹時）   | ↓          | ↓                |
| インスリン感受性             | ↑↑         | ↑↑               |
| 血中脂質                     |            |                  |
| HDL                          | ↑-         | ↑-               |
| LDL                          | ↓-         | ↓-               |
| 安静時心拍数                 | ↓↓         | -                |
| 安静時血圧                   |            |                  |
| 収縮期                       | ↓↓         | ↓                |
| 拡張期                       | ↓↓         | ↓                |
| VO2max                       | ↑↑↑        | ↑-               |
| 亜最大、最大持久時間         | ↑↑↑        | ↑↑               |
| 安静時基礎代謝               | ↑          | ↑↑               |

世界保健機関は、運動はうつ病を予防し、精神衛生（Mental Health）にも有益な効果がある、と発表している。

## アスリートと血糖コントロール
運動は一般に血糖コントロールを良好にすることで健康に資すると考えられているが、2010年代に持続血糖測定器(CGM)が開発されたことで新たな研究が進められている。
骨格筋内へ異所性脂肪が蓄積している状態を脂肪筋という、一般集団では脂肪筋の多さは耐糖能の低下と関連しており、インスリン抵抗性の患者にみられる病態である。一般集団においては運動によって脂肪筋が減るが、一方で持久系アスリートは脂肪筋が多く、それにもかかわらず耐糖能への悪影響がみられない。これはアスリートパラドックスとして知られている。
一般的には運動トレーニングは血糖恒常性にプラスに働くものと考えられていたが、2010年代以降の研究ではそれとは対照的に自由生活をしているアスリートでは高血糖と低血糖が頻繁に起きることが一般的だと示されている。
過剰なトレーニングはミトコンドリアの機能障害を引き起こし、耐糖能を低下させる。この現象がアスリートの血糖コントロールの乱れと関連しているのではないかという考察もされている。ただし、このような過剰トレーニングは全力を尽くしたインターバルトレーニングを連日こなすものであり、数日以上連続して耐えられるものは相当にモチベーションの高い者に限られる、かなり極端なものである。運動によって健康を改善したいと考えている人たちにとってミトコンドリアの機能障害が生じる高いリスクはない。
これらの結果にもかかわらず、長期的には持久系アスリートは代謝疾患から保護されており、空腹時血糖値も低いことが示されている。一方で、CGMによる血糖値の管理が最適な運動量の管理につながることが期待されている。

## 注意事項
体を動かすことは健康に多くの利益をもたらすが、実施する時間帯には注意が必要である。特に、夜間の高強度運動や就寝直前の運動はメラトニン分泌を抑制し、睡眠潜時を延長させる可能性があるため、就寝前少なくとも2時間以上の余裕をもって運動を終えることが推奨される。